# Kirchrode-Bemerode-Wülferode
Kirchrode-Bemerode-Wülferode, Stadtbezirk Kirchrode-Bemerode-Wülferode – okręg administracyjny w Hanowerze, w Niemczech, w kraju związkowym Dolna Saksonia. Liczy 29 728 mieszkańców. W jego skład wchodzą trzy dzielnice (Stadtteil).

## Rozwój populacji

Wykres przedstawia rozwój populacji w powiecie Kirchrode-Bemerode-Wülferode od 1 stycznia 2005 roku. 